# Patty McCormack
Patty McCormack, geboren als Patricia Ellen Russo (Brooklyn, New York, 21 augustus 1945), is een Amerikaanse actrice.

## Biografie
McCormack werd geboren in de borough Brooklyn van New York, en genoot haar middelbareschoolopleiding aan de New Utrecht High School aldaar.
McCormack maakte in 1951 op zesjarige leeftijd haar debuut als actrice in de film Two Gals and a Guy, hierna speelde zij nog in meer dan 130 films en televisieseries. Zij speelde ook tweemaal op Broadway, in 1953 in het toneelstuk Touchstone en in 1954 in het toneelstuk The Bad Seed.
McCormack was van 1967 tot en met 1973 getrouwd en heeft uit haar huwelijk twee kinderen.

## Filmografie

### Films
Selectie:
- 2012: The Master – als Mildred Drummond
- 2008: Frost/Nixon – als Pat Nixon
- 2006: Left in Darkness – als oma
- 1997: Mommy 2: Mommy's Day – als mrs. Sterling
- 1995: Mommy – als mammie
- 1956: The Bad Seed – als Rhoda Penmark

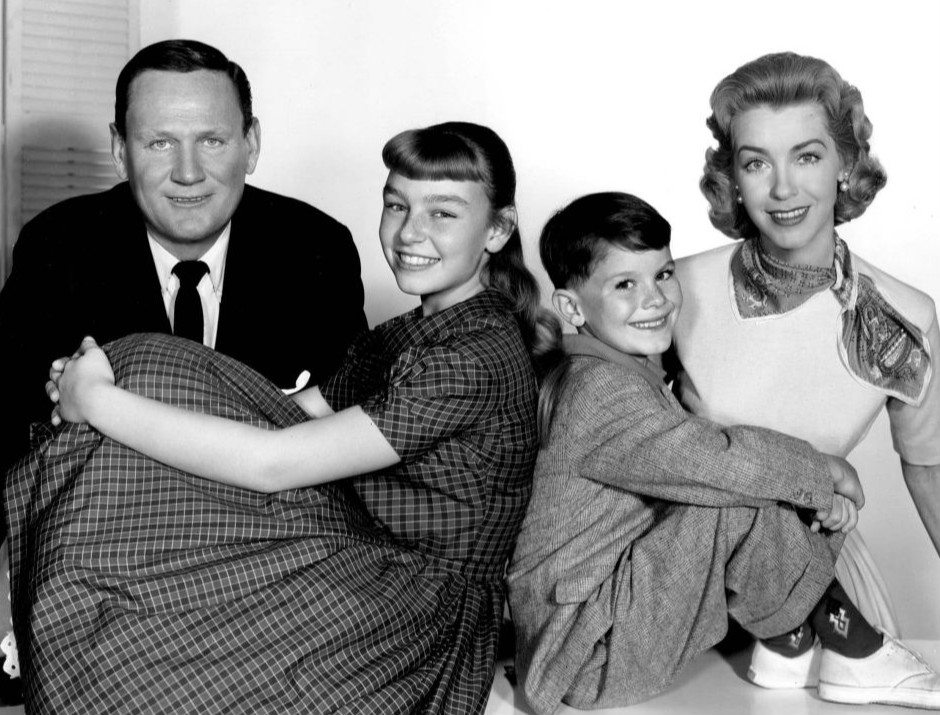
De cast van Peck's Bad Girl in 1959, met Wendell Corey, Patty McCormack, Ray Farrell en Marsha Hunt

### Televisieseries
Selectie:
- 2018: General Hospital – als dr. Monica Quartermaine – 7 afl.
- 2017: Atwill at Large – als Joanie Carvell – 3 afl.
- 2013-2014: Hart of Dixie – als Sylvie Stephens – 2 afl.
- 2012-2013: Have You Met Miss Jones? – als Connie Campolotarro – 7 afl.
- 2000-2006: The Sopranos – als Liz La Cerva – 5 afl.
- 2003-2004: Skin – als Irene – 4 afl.
- 1981-1982: Dallas – als Evelyn Michaelson – 3 afl.
- 1979-1980: The Ropers – als Anne Brookes – 28 afl.
- 1959: Peck's Bad Girl – als Torey Peck – 14 afl.
- 1953-1958: Kraft Television Theatre – als Jeannie – 3 afl.

## Prijzen

### Oscar
- 1957: in de categorie Beste Actrice in een Bijrol met de film The Bad Seed - genomineerd

### Golden Globes
- 1957: in de categorie Beste Actrice in een Bijrol met de film The Bad Seed - genomineerd

### Hollywood Walk of Fame
- 1960: Ster op de Walk of Fame

- Biblioteca Nacional de España: XX1735708
- Bibliothèque nationale de France: cb142053096 (data)
- Gemeinsame Normdatei: 14356529X
- International Standard Name Identifier: 0000 0001 1489 1471
- Library of Congress Control Number: no90014903
- Nationale Bibliotheek van Tsjechië: xx0165465
- Nationale Bibliotheek van Israël: 987007431234405171
- Système universitaire de documentation: 169379299
- Virtual International Authority File: 26623754
- WorldCat: E39PBJdRvmTKXr8Vmjv8R7QjG3